# Szent János-templom (Tartu)
A tartui Szent János-templom (észtül: Jaani kirik, németül: St. Johanniskirche zu Dorpat) egy téglából épült gótikus evangélikus templom, az észtországi Tartu városának egyik legfőbb nevezetessége. A templomot Keresztelő János tiszteletére szentelték fel. A templom a téglagótika egyik legfigyelemreméltóbb példája Észak-Európában. Több mint 1000, máig fennmaradt terrakotta figurája egyedülálló az európai művészettörténetben.

## Története
A templom építését vélhetően a Rigát megalapító rigai püspök Albert von Buxthoeven bátjya, Hermann von Buxthoeven (Bexhoevede, Szász Törzsi Hercegség (Stammesherzogtum), 1163 – Kärkna kolostor, Tartumaa, 1248),  későbbi Tartu-i herceg-püspök kezdeményezte, miután a Kardtestvérek rendje 1224-ben elfoglalta Tartu (németül: Dorpat) települést és okleveles kiváltságot kaptak. Már a 13. század első felében, nem sokkal azután, hogy a lovagok meghódították és kereszténnyé tették Tartus városát, templomot építettek a mai Szent János-templom helyén, ami valószínűleg fából készült. A jelenlegi templomépület legrégebbi részei a 14. századból származnak. A mocsaras talajt korábban facölöpök leverésével tették alkalmassá az építkezésre. A hanzavárosi templom (vagy plébánia) létezését először 1323-ban dokumentálják. Öt évvel később a Szent János-templom plébániája megkapta első papját. A 14. század második felétől már a hatalmas nyugati torony uralta a templom megjelenését.
A templom és a terrakotta figurák nagyrészt sértetlenül vészelték át a reformáció 1524/26-os ikonoklasztikáját. Egyébként Tillmann Bredenbach egyik könyve, amelyet Kölnben már 1558-ban kiadtak, és amely a reformáció tartui eseményeit írja le, megemlíti a Keresztelő Szent János-templomot, amelyet a legnagyobb művészettel és nagy költségekkel építettek, többek között a Megváltó és a tizenkét apostol szobraival. A templom súlyosan megrongálódott a livóniai háború (1558-1583) alatt, de később újjáépítették. A tornyot 1671-ben fémlemezzel fedték be. A templom temetőjének legrégebbi fennmaradt alaprajza 1683-ból származik.
A nagy északi háború a Szent János-templomon is nyomot hagyott. Az orosz csapatok 1704-ben elfoglalták a korábban svéd kézen lévő Tartu városát. 1708 júliusában Seremetyev tábornok parancsnoksága alatt szisztematikusan lerombolták a várost. A torony felső részét, valamint a templomhajót és a presbitériumot elpusztították. Az oltárt és az értékes szószéket Pszkovba vitték. A három harang közül kettőt egy narvai templomnak, a harmadikat a tartui orosz templomnak adták. A rabolt tárgyak visszaszerzésére tett későbbi kísérletek sikertelenek maradtak. Ezeket a szomorú eseményeket örökítette meg az első név szerint ismert észt költő, Käsu Hans Oh! ma waene Tardo Liin (Ó, szegény Tartu város) című versében.
Csak 1737-ben kezdődött újra a templom helyreállítása. A sisakot 1739. május 1-jén helyezték fel a toronyra, amelyet két évvel később ólommal fedtek be. A toronyórát 1761. január 1-jén helyezték üzembe. A templomot háromhajós bazilikává építették át. Azóta ismét a négyzetes nyugati torony dominál. A hajóhoz egy hosszúkás, sokszögű kórus csatlakozik. Északi oldalán található a sekrestye. A nyugati portált díszes nyeregtető koronázza, amelynek fülkéiben számos terrakotta figura látható.
A templom az 1775-ös nagy tartui tűzvészt nagyjából sértetlenül vészelte át.
1779-től lett a tartui Szent János-templom főpásztora Friedrich David Lenz. Hozzá köthető a Tartui Egyetem 1803-as újjáalapítása mellett a világ első észt és a finn tanszékének létrehozása is. Lenz egészen 1809-es haláláig maradt a templom lelkésze.
Az épület belsejét 1820 és 1830 között egy antik templom mintájára alaposan átépítették. Ez a klasszicizmus szellemében változtatta meg a templom külsejét. 1836-ban Ludwig von Maydell balti német művész oltárképet adományozott a Szent János-templomnak. Wilhelm Bockslaff rigai építész 1899 és 1904 között felújította a homlokzatot. Viktor Wittrock 1901-től 1918 végéig volt a Szent János-templom lelkipásztora.
A második világháború 1941-ben kezdődött meg Észtországban. 1944. augusztus 26-án éjjel heves harcok folytak a Vörös Hadsereg és a német Wehrmacht között Tartu közelében. A tartui Szent János-templom a bombázások következtében kigyulladt és nagyrészt elpusztult. A templomhajó északi fala 1952-ben összeomlott. Észtország szovjet megszállása idején a Szent János-templom romokban hevert, és raktárként használták. A templom évek óta romokban hevert, csak a külső falak és a toronytest állt, amikor lengyel restaurátorok 1989-ben elkezdték a gótikus templom újjáépítését, ezt nagyrészt adományokból finanszírozták. Akkoriban azt tervezték, hogy a templomból koncerttermet alakítanak ki. Miután azonban Észtország 1991-ben ismét függetlenné vált, ezt az elképzelést elvetették. Azóta is folynak a munkálatok, hogy a templomot eredeti külsővel helyreállítsák. A torony új magassága az azt koronázó szélkakassal együtt 63 méter.
Az Észak-Elbai Egyház és Tartu német testvérvárosa, Lüneburg jelentős anyagi hozzájárulást nyújtott. 1997-ben hivatalosan is újjáalakult az Észt Evangélikus-Lutheránus Egyház Tartui Szent János Egyházközsége.
2005. június 29-én (Szent Péter és Pál ünnepén) a felújított Szent János-templomot hivatalosan felszentelték Andres Põder észt lutheránus érsek, Arnold Rüütel észt elnök és Horst Köhler német elnök jelenlétében.
A tartui Szent János-templomban 2017 óta új orgona működik. Pascal Quoirin orgonaépítő építette, és 51 regiszterrel rendelkezik három manuálon és pedálon.

## A terrakotta szobrok
A tartui Szent János-templom az eredetileg 2000 darabos terrakotta szoboregyütteséről ismert, amelyek fele ma is fennmaradt. Ezek mind a templom belsejében, mind a külső falakon megtalálhatók. A figurák számukat, méretüket és művészi kivitelezésüket tekintve egyedülállóak Európában, a legrégebbiek több mint 700 évesek. Az eredeti figurákat ma a szomszédos múzeumban őrzik, amely hű másolatokat készít a templom számára. A templom a Téglagótika európai útjának legészakkeletibb pontja.

## Galéria

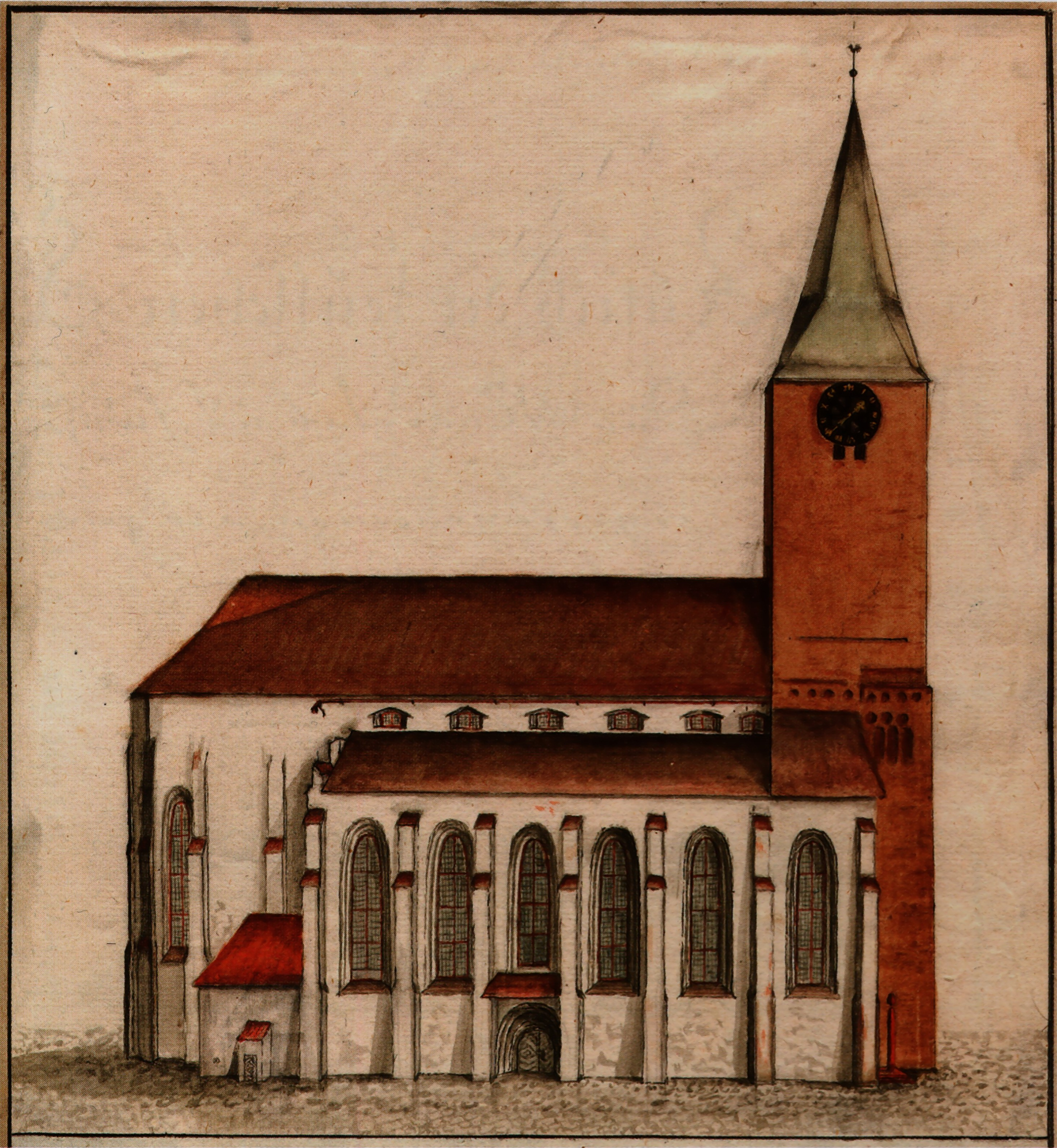
A templom 1794-ben
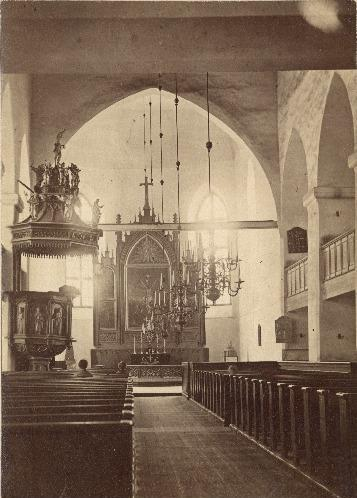
1901-es állapot
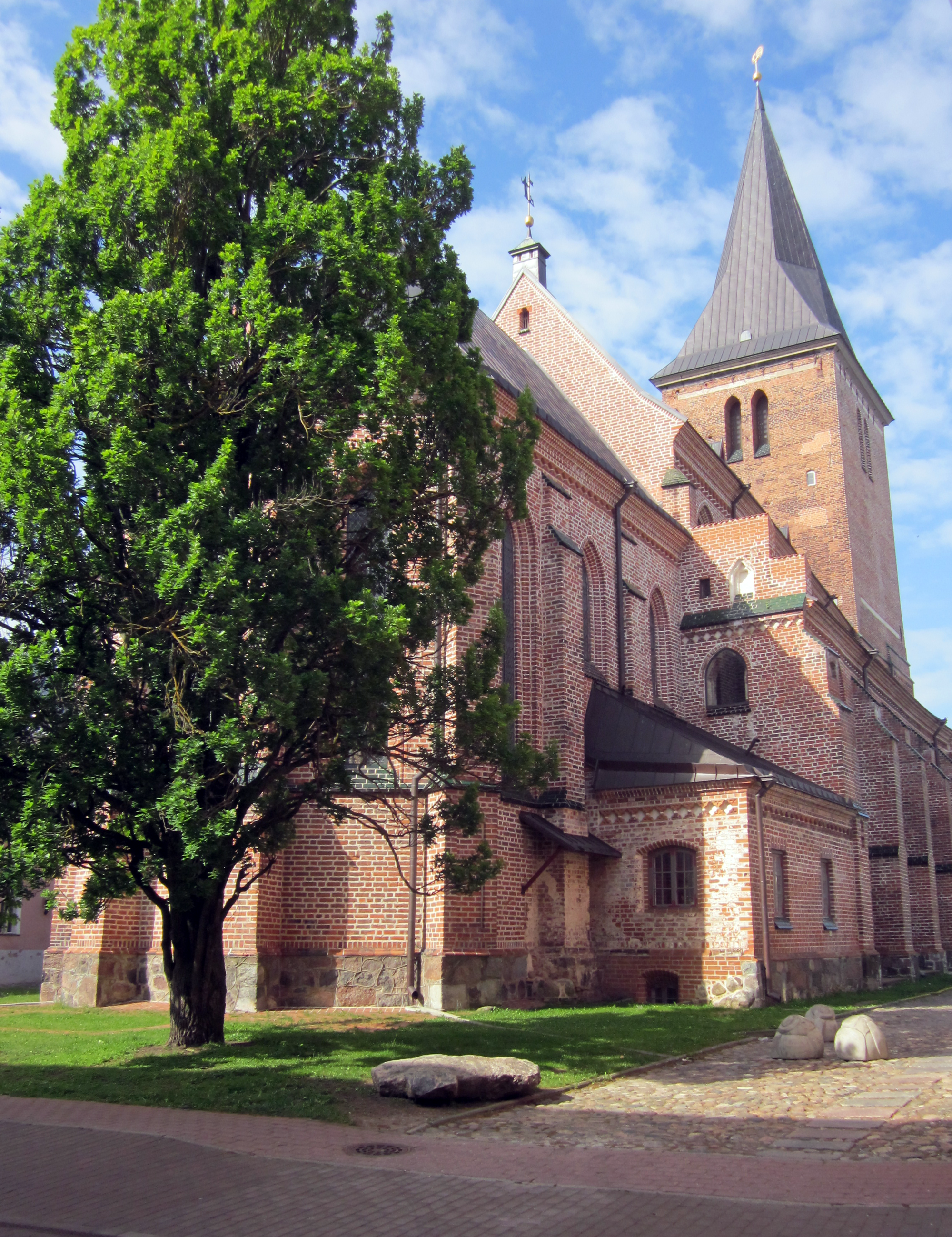
A Rüütli utca felőli oldal a felújítás után
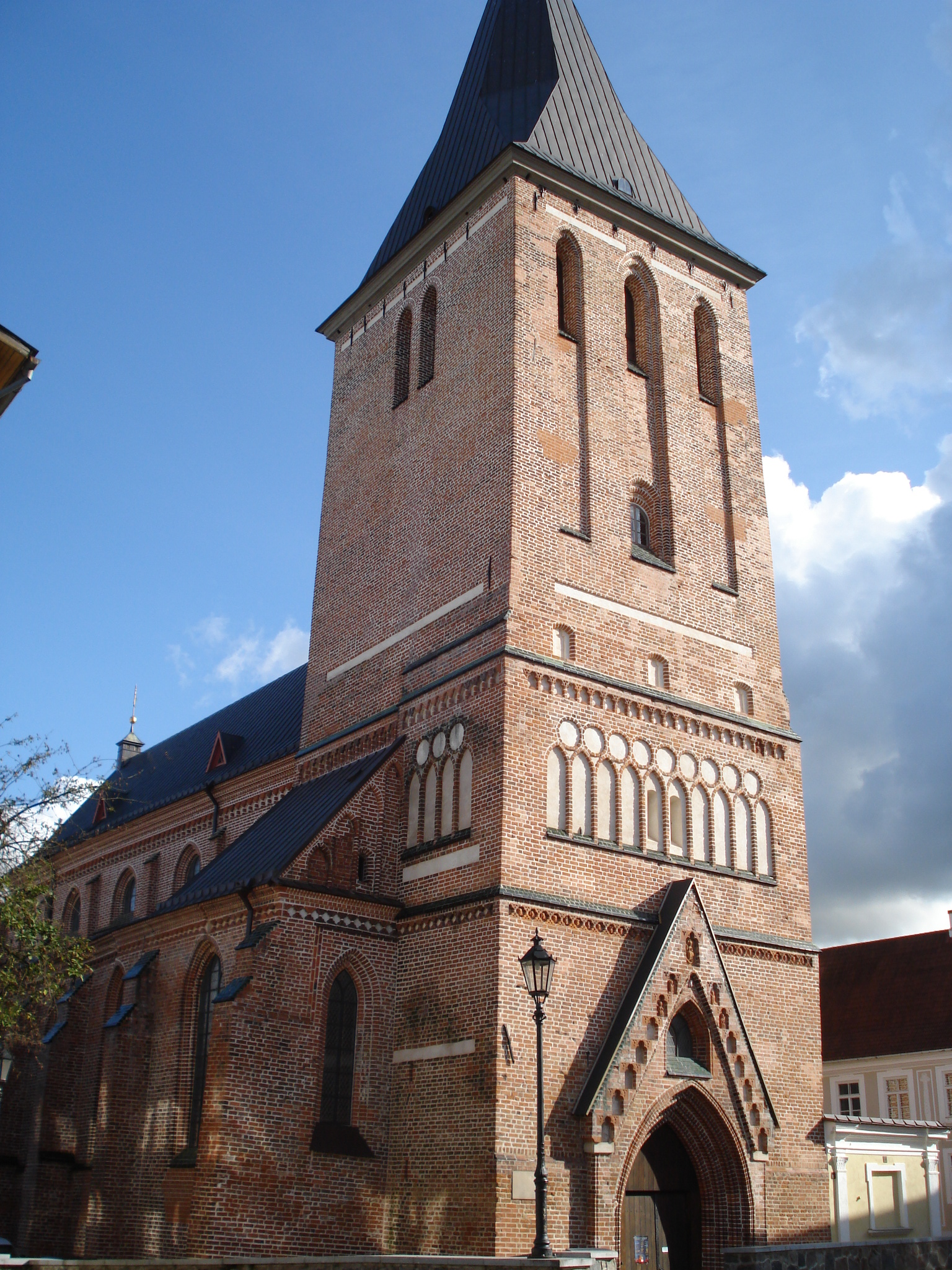
A jellegzetesen díszített torony
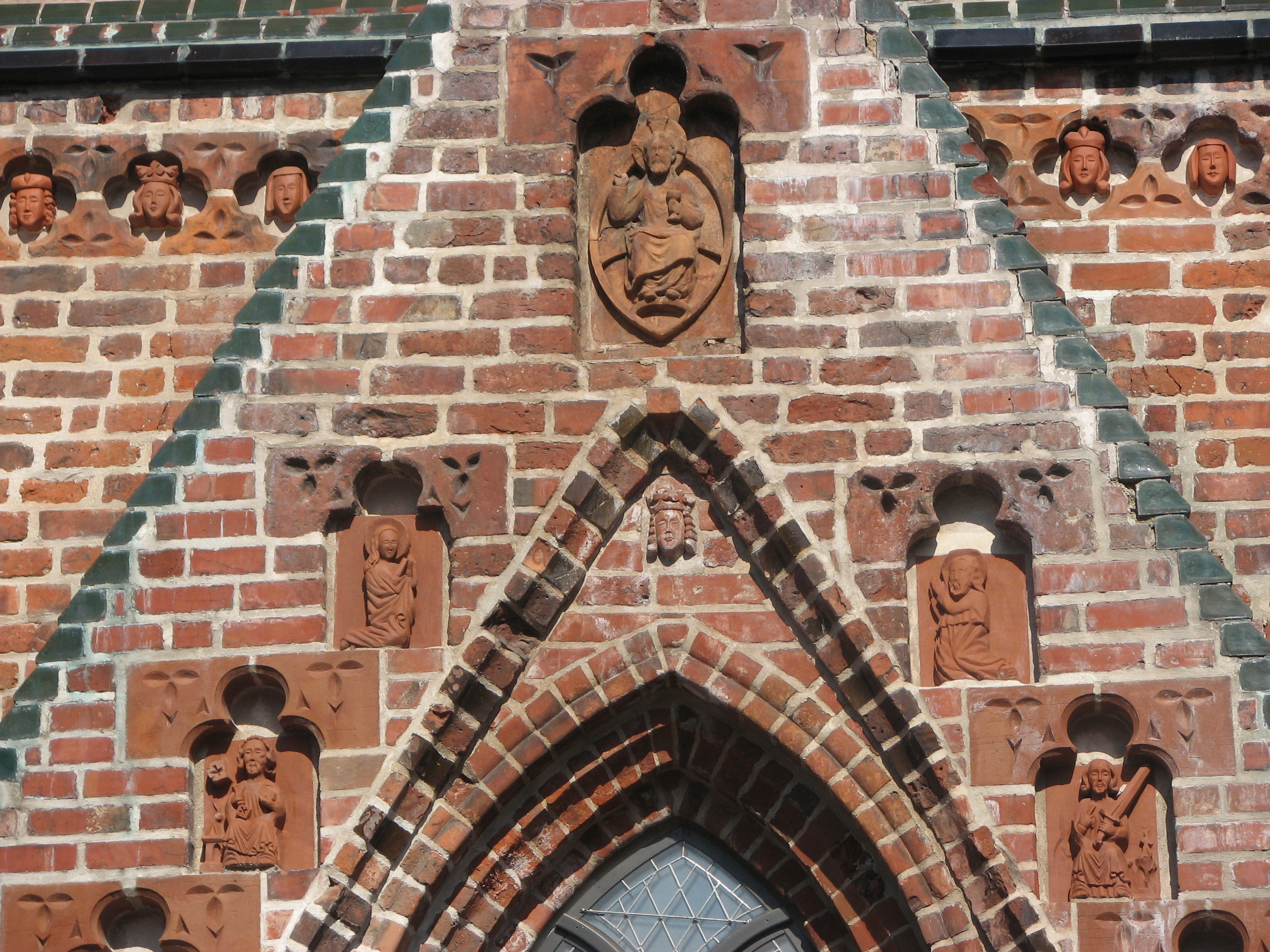
A portál terrakotta figurái
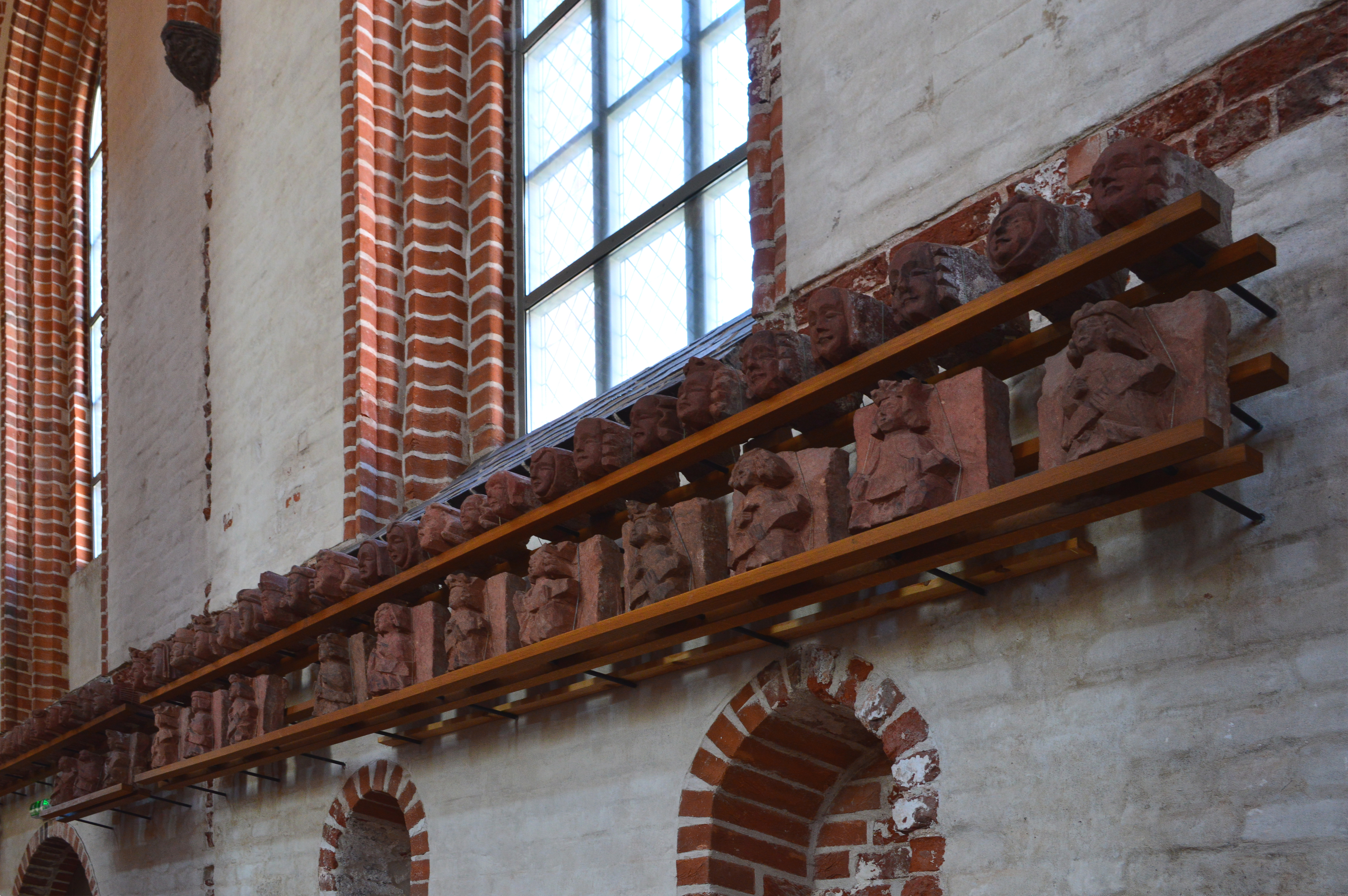
Kiállított terrakotta figurák
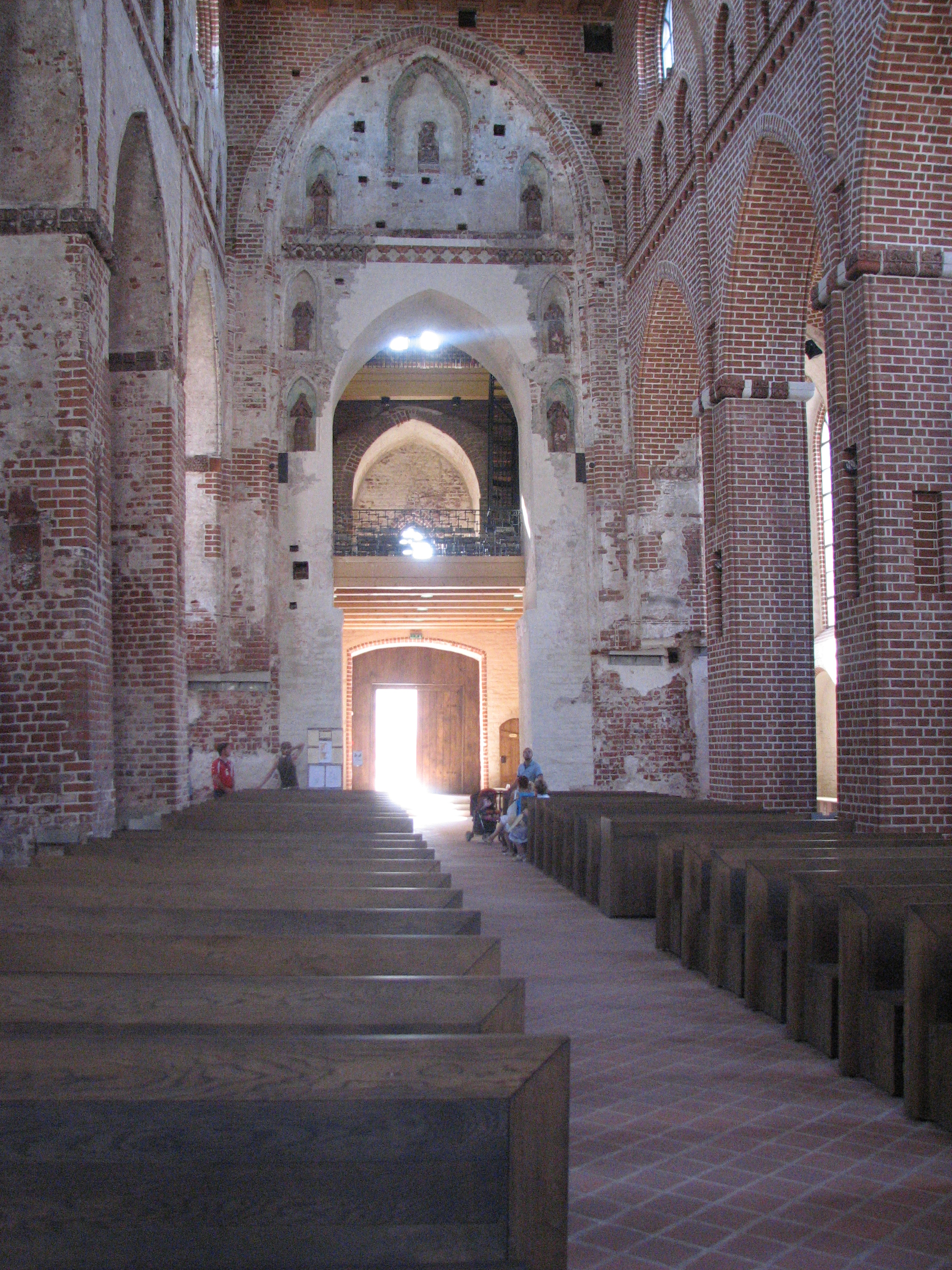
A főhajó karzat felőli része
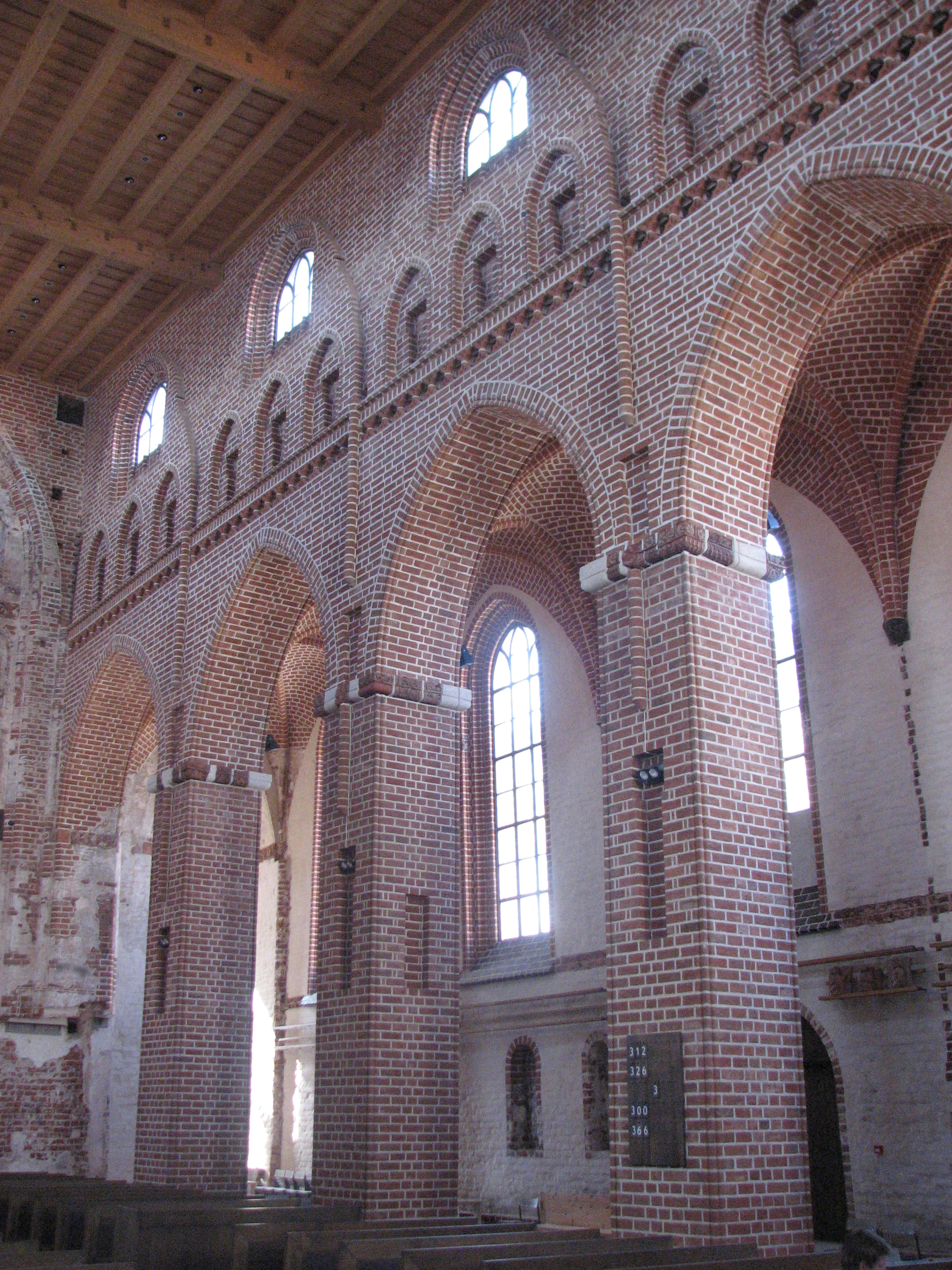
Az újjáépített téglaboltívek
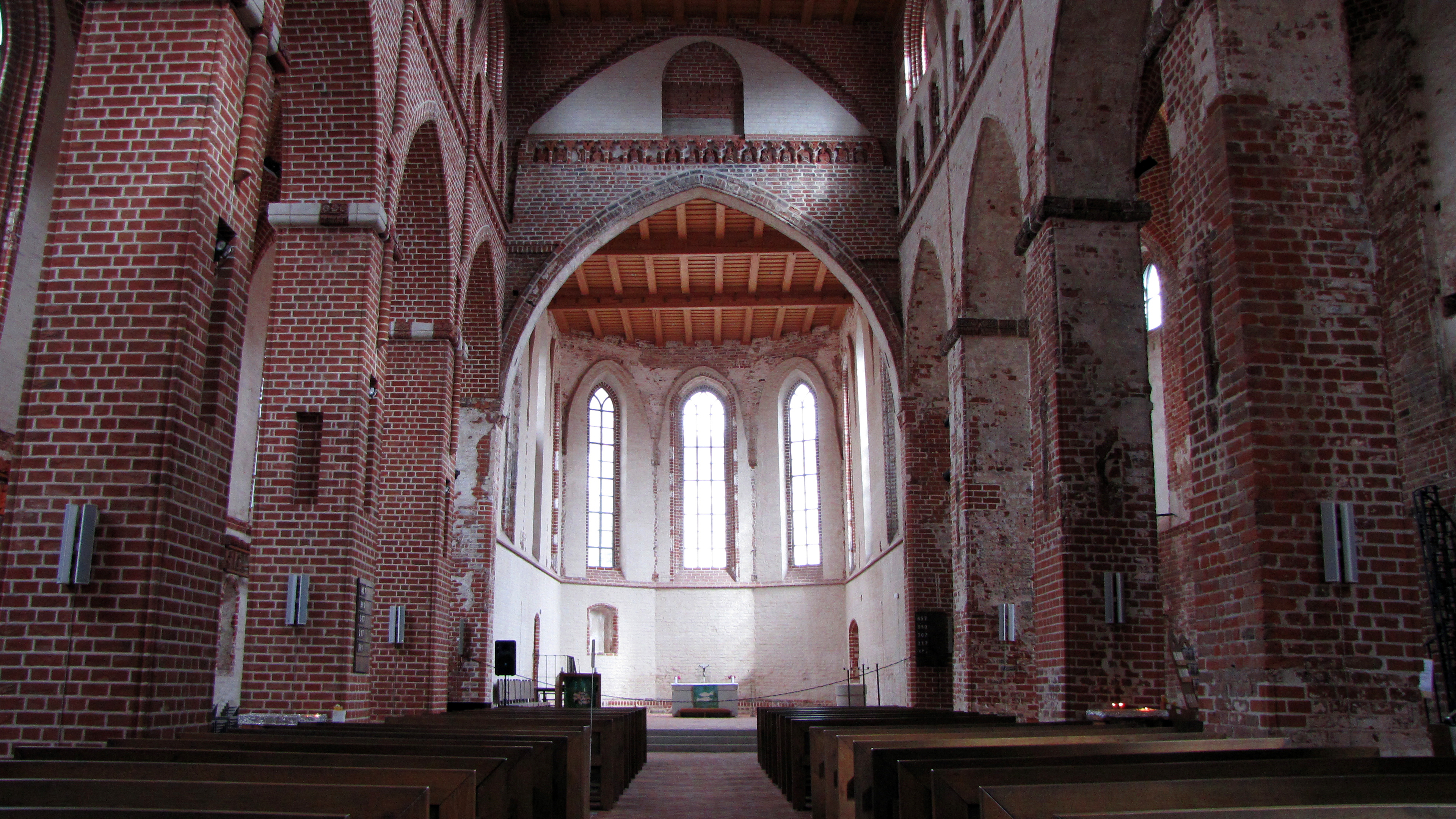
A szentély. Jól látszódik a különbség a főhajó eredeti (jobb) és újjáépített (bal) oldalai között.
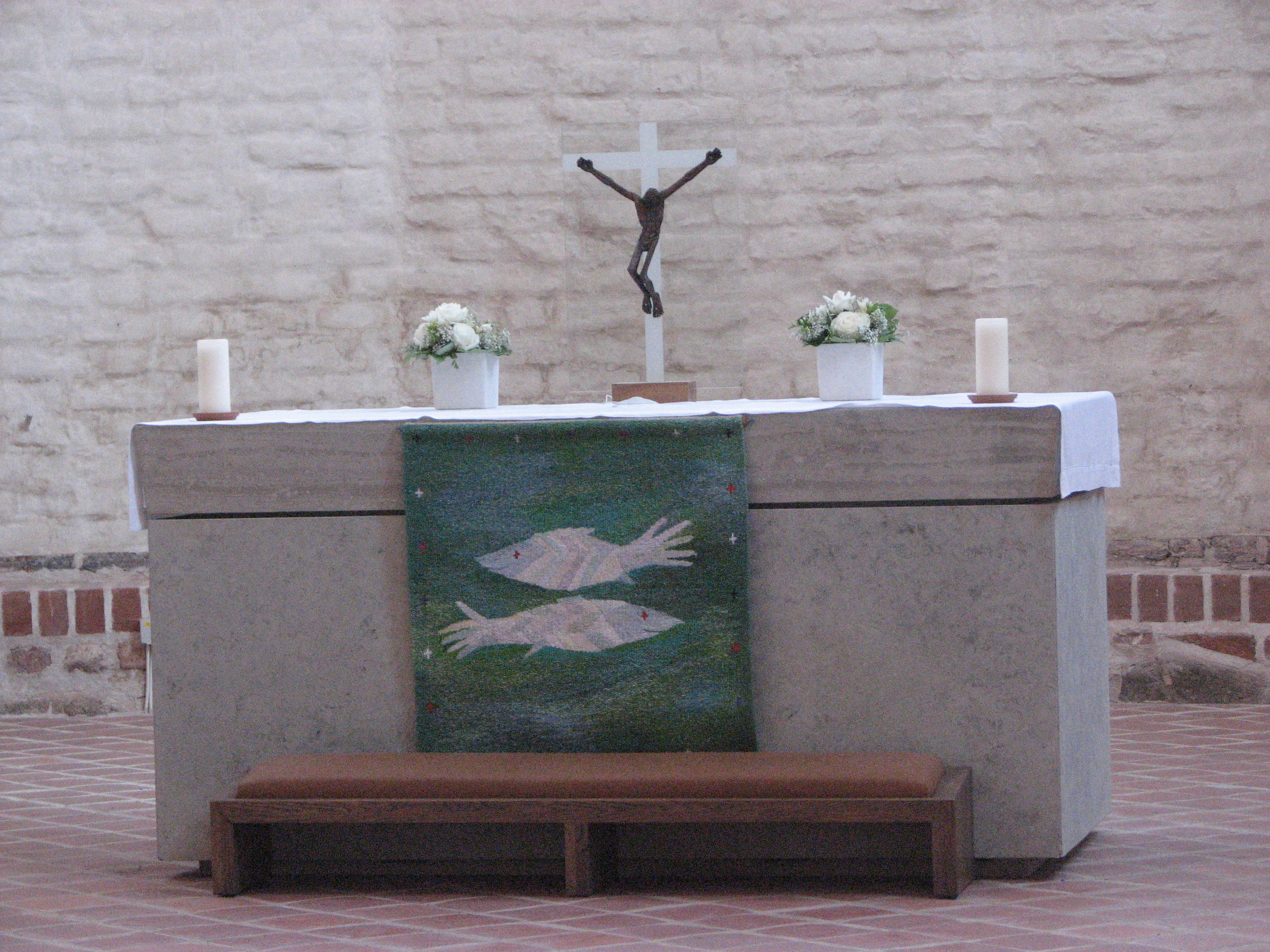
A főoltár
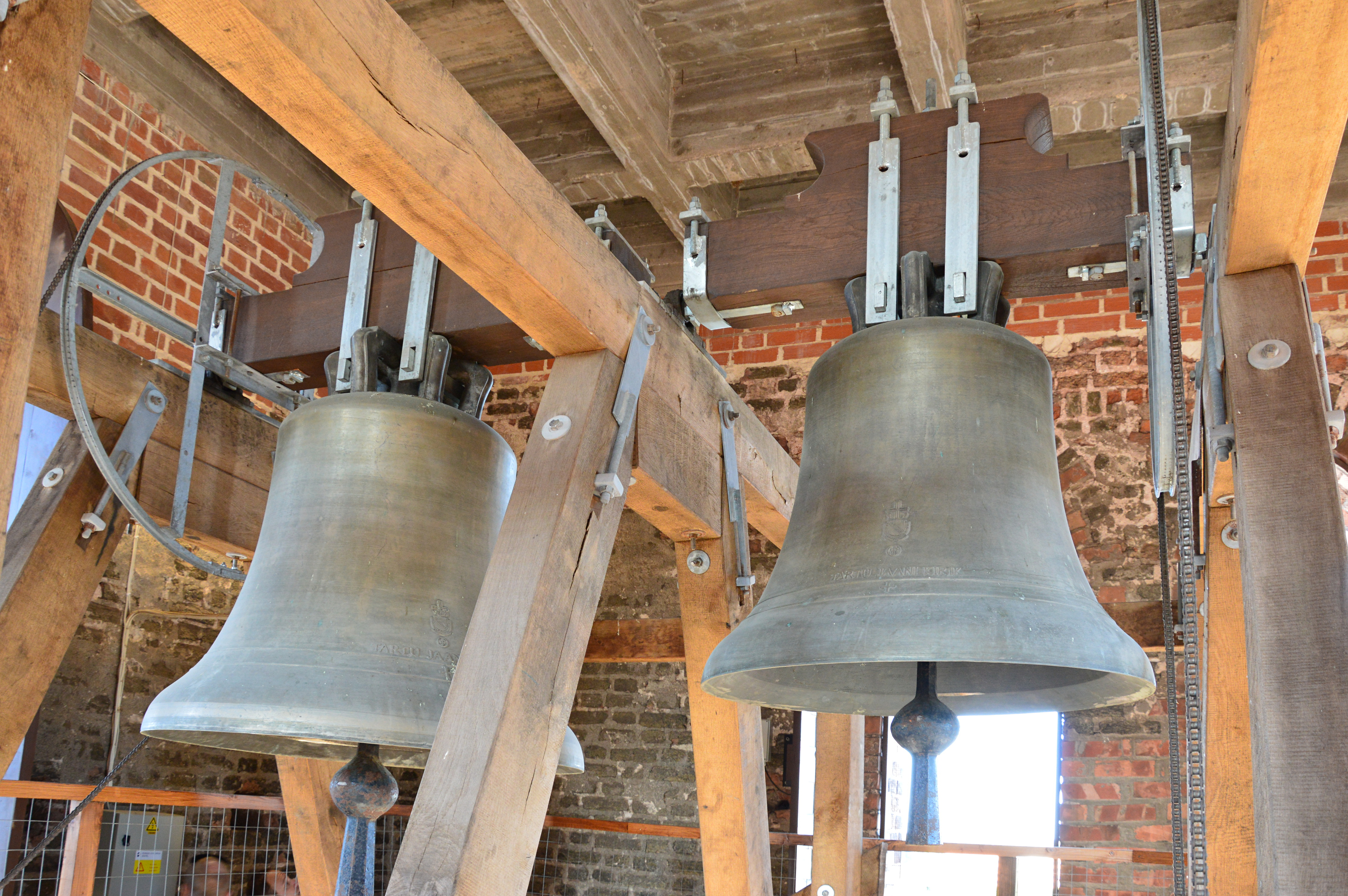
A templom harangjai

## Fordítás
- Ez a szócikk részben vagy egészben  a   Johanniskirche (Tartu) című német Wikipédia-szócikk ezen változatának fordításán alapul.  Az eredeti cikk szerkesztőit annak laptörténete sorolja fel. Ez a jelzés csupán a megfogalmazás eredetét és a szerzői jogokat jelzi, nem szolgál a cikkben szereplő információk forrásmegjelöléseként.
- Ez a szócikk részben vagy egészben  a   Tartu Jaani kirik című eve Wikipédia-szócikk ezen változatának fordításán alapul.  Az eredeti cikk szerkesztőit annak laptörténete sorolja fel. Ez a jelzés csupán a megfogalmazás eredetét és a szerzői jogokat jelzi, nem szolgál a cikkben szereplő információk forrásmegjelöléseként.